# Билл (ураган, 2009)
Ураган «Билл» (англ. Hurricane Bill) — первый из тропических циклонов, достигший уровня урагана в бассейне Северной Атлантики в 2009 году и вошедший в первую десятку крупнейших циклонов Атлантического океана по диаметру атмосферного спирального образования.
Ураган типа Кабо-Верде «Билл» возник из волны тёплого воздуха, двигавшейся от западного побережья Африки и породившей в субботу 15 августа в районе островов Кабо-Верде область тропической депрессии. Направлявшаяся на запад-северо-запад конвективная система циклона в течение суток усилилась до уровня тропического шторма, затем до ураганной мощи и в ночь с 17 на 18 августа достигла четвёртой категории по шкале классификации Саффира — Симпсона, устойчивая скорость ветра при этом составляла 215 км/ч. По мере дальнейшего продвижения ураган изменил направление на север, прошёл границу Бермудских островов и стал постепенно ослабевать, смещаясь в район Новой Шотландии и Ньюфаундленда. 23 августа Билл повернул на восток-северо-восток и достиг восточного побережья Канады на следующий день с устойчивой скоростью ветра в стихии, составлявшей 120 км/ч.
Вызванные ураганом морские волны оказали своё разрушительное действие на побережье Малых и Больших Антильских островов, на Багамах и восточном побережье Соединённых Штатов, унеся жизни двоих человек. Билл достиг Восточной Канады в статусе урагана первой категории, однако, при его прохождении по восточной части страны удалось избежать новых человеческих жертв.

## Метеорологическая история

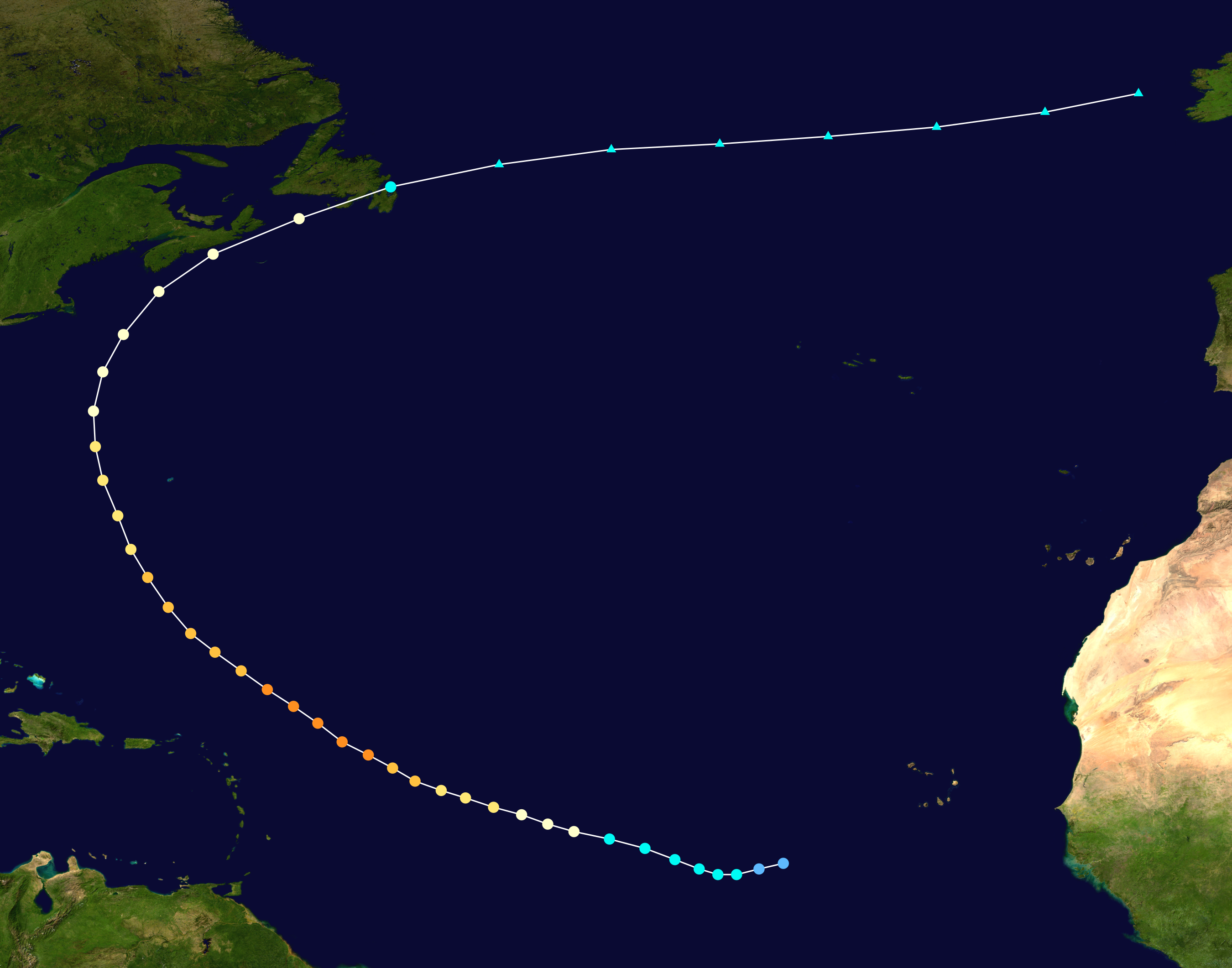
Траектория движения урагана Билл. Расстояния между точками соответствуют перемещению циклона в течение каждых шести часов

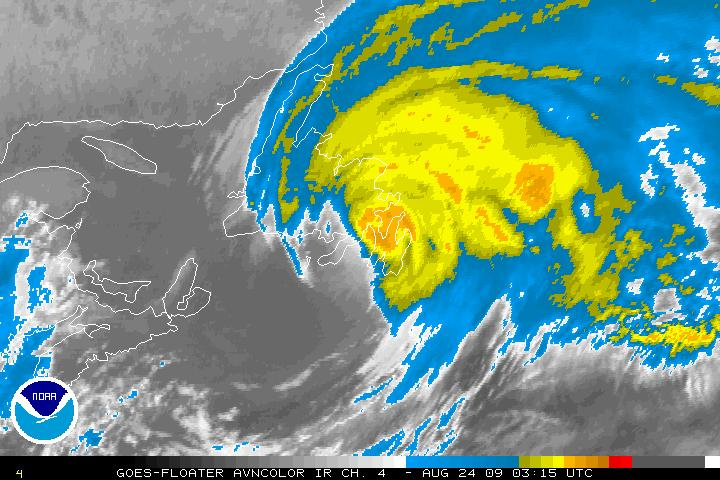
Ураган Билл в южной части Ньюфаундленда

12 августа 2009 года у западного побережья Африки возникла тёплая тропическая волна, вышедшая в Атлантический океан и двигавшаяся в западном направлении. Специалисты Национального центра прогнозирования ураганов США (NHC) предсказали высокую степень вероятности развития волны в один из тропических циклонов, поскольку её движение происходило на большой территории и сопровождалось дождями и грозовой активностью. Оправдывая предсказания синоптиков, тропическая волна породила глубокую область низкого давления, находившуюся 13 августа к югу от островов Кабо-Верде. В течение следующих суток область низкого давления то приобретала, то теряла организованные конвективные массы и к началу 15 августа реорганизовалась в тропическую депрессию — третью по счёту в сезоне атлантических ураганов 2009 года.
Двигаясь в западном направлении к югу от границы действия Азорского антициклона, депрессия продолжала набирать силу, и в ночь на 16 августа Национальный центр прогнозирования ураганов США, основываясь на снимках с метеорологических спутников, перевёл тропическую депрессию 3 в категорию тропического шторма, присвоив ему имя Билл. Вследствие отсутствия чёткой внутренней структуры организации конвективных потоков шторм не мог быстро увеличивать свои характеристики, однако, во второй половине суток 16 августа у шторма появилась изогнутая полоса конвекции воздушных потоков, образовалась выраженная спираль вращения циклона, и с этого момента Билл начал быстро набирать свою мощь. К концу суток 16 августа в центре шторма возникла компактная и массивная структура грозовых облаков, что дало синоптикам все основания спрогнозировать перерастание тропического шторма до ураганной мощи.
17 августа в области компактной спирали вращения циклона с массивной глубокой областью конвективных потоков сформировался чётко выраженный глаз бури, после чего Национальный центр прогнозирования ураганов США объявил о том, что тропический шторм вплотную подошёл к образованию урагана — первого по счёту в сезоне атлантических ураганов 2009 года. Во второй половине дня метеорологический зонд Национального управления океанических и атмосферных исследований США зарегистрировал устойчивую скорость ветра в 85 км/ч и атмосферное давление в 729 миллиметров ртутного столба. К утру 18 августа Билл усилился по урагана второй категории по шкале классификации Саффира — Симпсона и продолжил набирать мощь, поскольку находился в области со всеми благоприятными к этому погодными условиями, включая область тёплого океанического течения и атмосферную зону с большим уровнем влажности. Поздним утром тенденция к развитию и усилению урагана прекратилась, поскольку в его спирали вращения появилось несколько так называемых глаз бури, в результате чего энергия тропического циклона оказалась разделённой вокруг нескольких центров вращения атмосферного образования, а не сосредоточена в одном. Во второй половине дня 18 августа у урагана Билл остался один глаз бури диаметром в 65 километров, и циклон продолжил усиливать свою мощь. Центр урагана стал почти полностью симметричным и, по словам одного из метеорологов, «совершенным и прекрасным». В самом начале суток 19 августа ураган Билл усилился до урагана третьей категории, в этот же день он достиг своего максимума интенсивности с устойчивой скоростью ветра в 215 км/ч, перейдя, тем самым, в четвёртую категорию по шкале классификации ураганов Саффира — Симпсона.
В течение 19 августа параметры урагана стабилизировались, основной причиной для этого стало наличие умеренного сдвига ветра, мешавшего формированию более сильной конвекции воздушных потоков, а с начала следующих суток, в связи с усилением того же сдвига ветра, ураган начал ослаблять свою мощь, превратившись в ураган третьей категории во второй половине дня. В ночь на 21 августа Билл на короткое время усилился до урагана четвёртой категории и снова ослаб к утру тех же суток. Кроме того, во внутренней структуре циклона начали происходить структурные изменения, что внесло ещё больший вклад в дальнейший спад его интенсивности. К этому времени Билл сменил вектор своего перемещения на северный, выйдя на западную границу области действия Азорского антициклона.
К вечеру (по всемирному координированному времени) 22 августа Билл ослабел до первой категории, находясь к тому времени в районе восточного побережья Соединённых Штатов Америки. Циклон продолжительное время сохранял параметры урагана первой категории, по ходу меняя неправление движения с северного на северо-восточное и огибая область Азорского антициклона. В ночь на 24 августа Билл, уже находясь в высоких широтах и области прохладных вод Атлантического океана, стал быстро терять характеристики тропического циклона, подвергаясь к тому же действию неустойчивой погоды, характерной для зоны бароклинной атмосферы. Несколько часов спустя, в начале суток 23 августа, ураган Билл снизил свою интенсивность до уровня тропического шторма и обрушился на полуостров Бурин в провинции Ньюфаундленд, Канада, скорость ветра при этом составляла 120 км/ч. Двигаясь далее на восток-северо-восток, Билл за несколько часов потерял все характеристики тропического шторма, в виде внетропического циклона пересёк Атлантический океан и расформировался в восточной части океана, напоследок вызвав сильные проливные дожди на западе Великобритании.

## Подготовка

### Бермудские острова
18 августа 2009 года Управление по чрезвычайным ситуации Бермудских островов рекомендовало местным жителям начать подготовку к приходу урагана Билл. Деррик Биннс (англ. Derrick Binns), Постоянный секретарь Министерства труда, социальных дел и жилищного строительства, заявил: «Мы каждую минуту следим за бурей с момента её образования, и я думаю, что очень важно постоянно информировать местных жителей, чтобы они могли быть уверены в необходимости или отсутствии необходимости проведения эвакуации». Жителям островов было рекомендовано проверить защитные приспособления своих домов, а владельцам кораблей предписывалось провести всю необходимую работу по обеспечению безопасности их судов. 20 августа фронт подготовительных работ был расширен, поскольку к утру 22 августа ураган ожидался на расстоянии 480 километров к западу-юго-западу от Британских Заморских территорий. Вечером 21 августа был закрыт мост Козуэй, соединяющий приход Сент-Джордж c Международным аэропортом Бермуд имени Л. Ф. Уэйда и до 23 августа прекращена паромная переправа между ними. Вечером 21 августа на Бермудских островах был зафиксирован штормовой ветер, причём порывы ветра достигали ураганной мощи.

### Соединённые Штаты
В соответствии с предупреждениями Национального центра прогнозирования ураганов США все пожарные службы Атлантик-Бич были приведены в состояние повышенной готовности. Местное самоуправление Лонг-Айленда (штат Нью-Йорк) также начало подготовку к приходу стихии, включая проведение работ под подрезанию верхушек деревьев. 17 августа командование армией США определило 30 ключевых зданий побережья для обеспечения их бесперебойного снабжения электроэнергией. Местным жителям настоятельно рекомендовано сделать запасы продовольствия и предметов первой необходимости. По приблизительным оценкам, в случае обрушения урагана на восточное побережье, более 650 тысяч жителей могли остаться без крыши над головой.

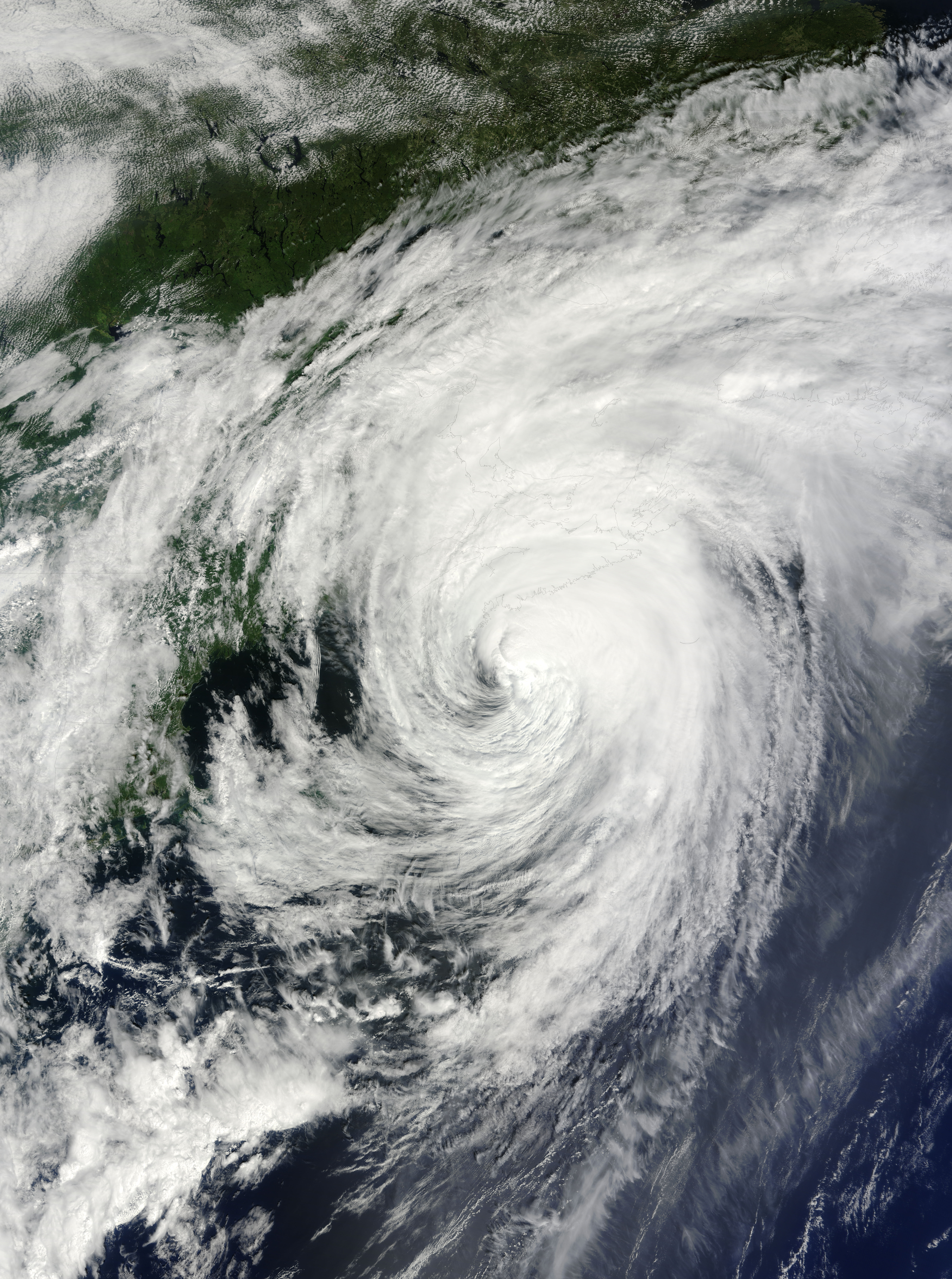
Ураган Билл покидает южную часть провинции Новая Шотландия

20 августа массачусетское подразделение агентства по чрезвычайным ситуациям провело несколько видеоконференций с Национальной службой погоды США на предмет необходимости объявления штормового предупреждения. Ураган в это время находился достаточно близко к территории штата, поэтому возможное введение чрезвычайного положения в штате было вполне оправданным шагом.

### Канада
Руководитель Центра прогнозирования ураганов Канады Питер Боуэр (англ. Peter Bowyer) рекомендовал жителям провинции Новая Шотландия постоянно следить за метеорологической обстановкой и принять все необходимые меры предосторожности. По его словам, «приход урагана к восточной части Канады является почти неизбежным фактом, однако, слишком рано говорить о том, накроет ураган морские приобрежные районы или пойдёт дальше, вглубь материка. Ураган пока ещё слишком далеко, чтобы говорить об этом с определённой долей уверенности». В международном аэропорту Галифакса были отменены десятки рейсов, временно прекращено паромное сообщение между Новой Шотландией и Ньюфаундлендом. Вдоль восточного побережья компания ExxonMobil эвакуировала около двухсот своих сотрудников. 22 августа власти объявили о закрытии на период прохождения урагана всех парков и лесных зон в провинции Новая Шотландия.
22 августа канадское метеорологическое агентство объявило о штормовом предупреждении на всех территории от города Шарльсвилл в округе Шелберн (Новая Шотландия) до города Экам-Секам в муниципалитете Галифакса. Спустя несколько часов штормовое предупреждение было распространено на все районы восточного побережья Канады, а в ночь на 23 августа предупреждение было объявлено и для районов Ньюфаундленда, расположенных между Стоун-Ков и мысом Бонависта. В провинции Ньюфаундленд из двух старых жилых домов было эвакуировано около 150 человек, а в городе Анахайм (Саскачеван) введено чрезвычайное положение в связи с возможным ударом тропической стихии.

### Великобритания и Ирландия
25 августа национальная метеорологическая служба Ирландии Met Éireann выпустила штормовое предупреждение для районов южной Ирландии и рекомендовала не выходить в море на небольших кораблях и лодках до тех пор, пока опасность не минует морскую зону. Метеорологи предсказывали осадки до 25 мм по всей стране.
Метеорологическое агентство Великобритании Met Office прогнозировало усиление ветра и его порывы до 65 км/ч, а также прохождение сильных дождей и осадки до 25 мм в некоторых частях страны.

## Последствия

### Соединённые Штаты Америки

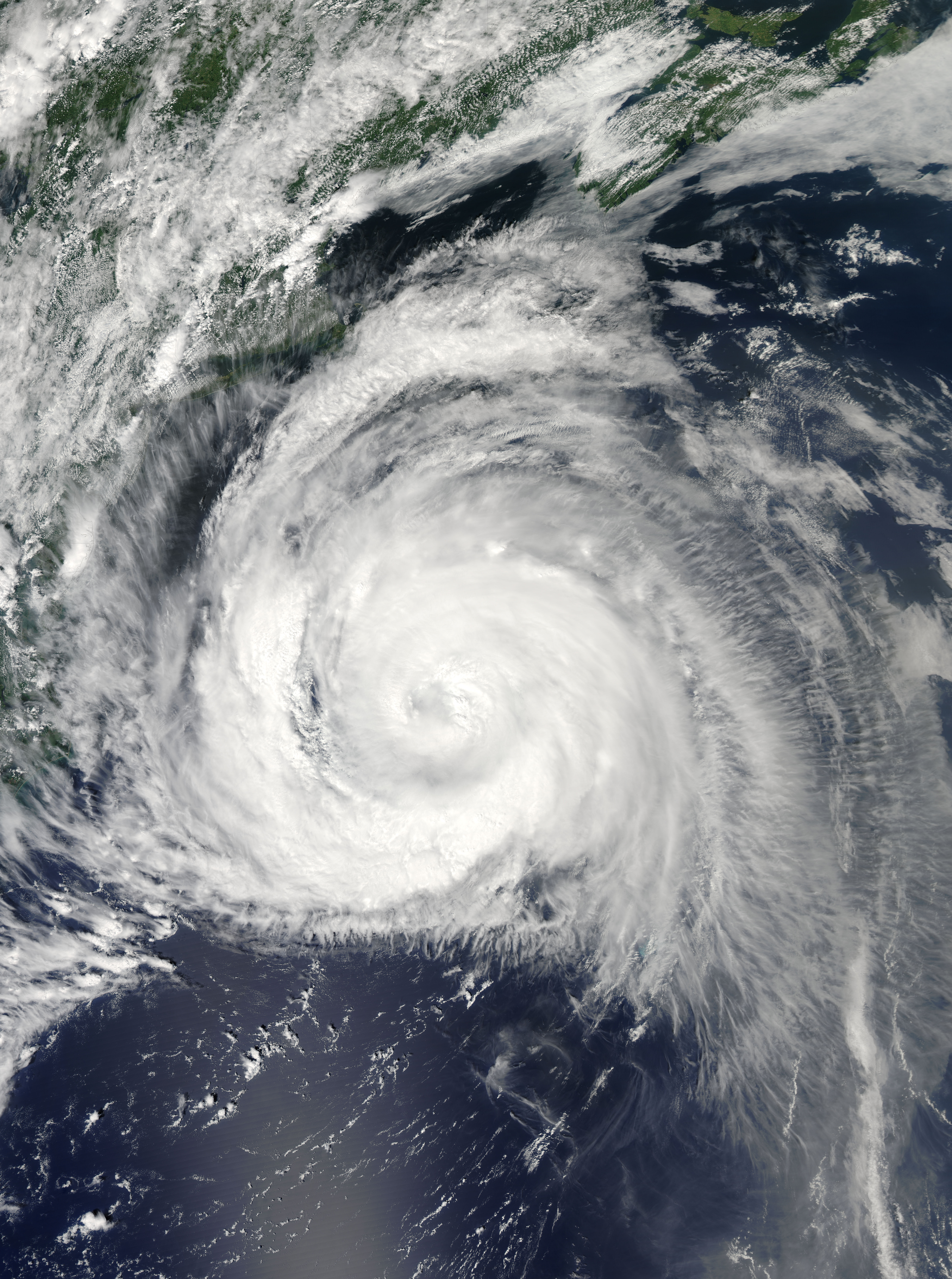
Ураган Билл покидает восточное побережье Соединённых Штатов

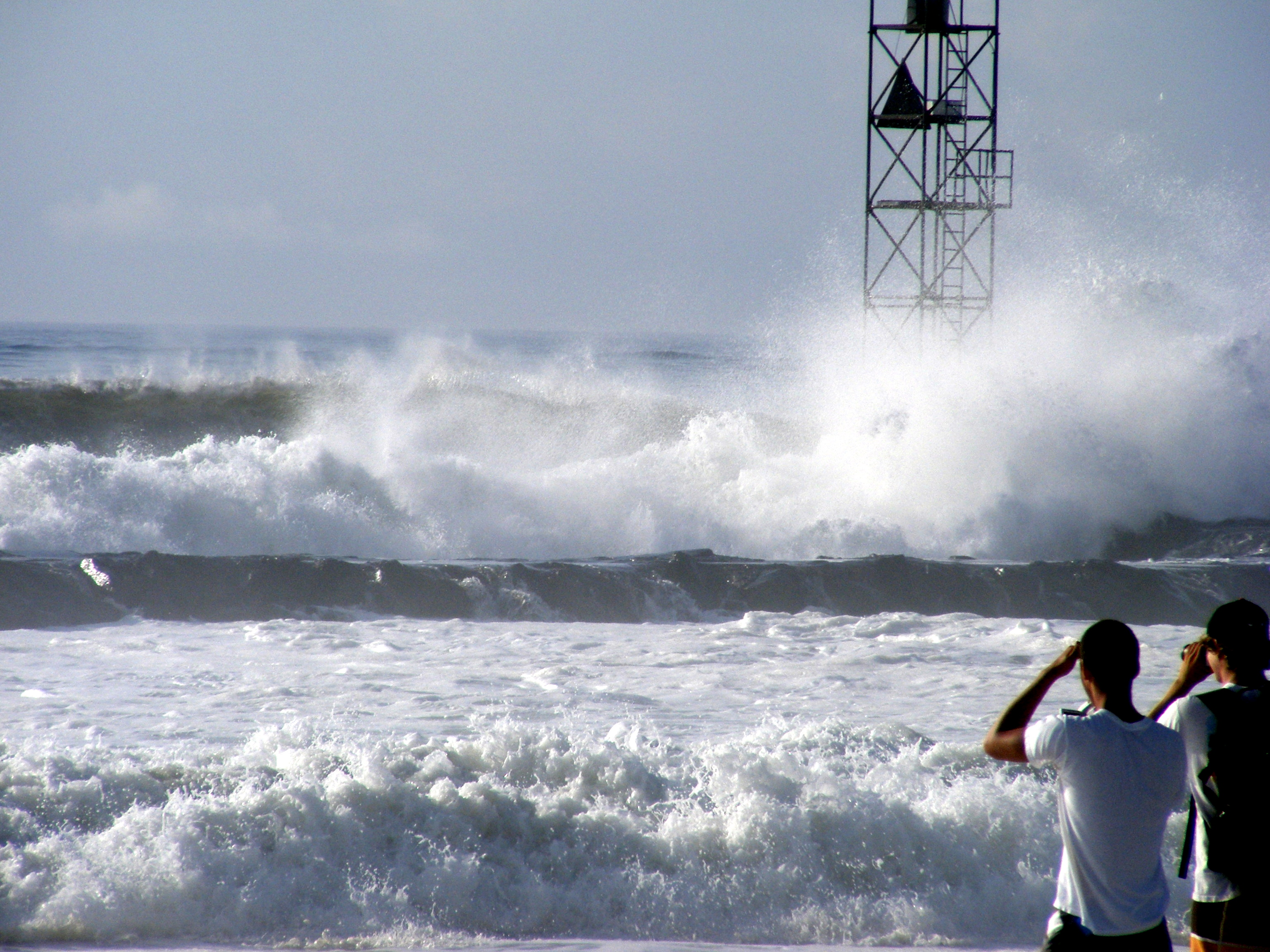
Волнение в береговой зоне штата Нью-Джерси

Внешняя зона урагана Билл прошла по штату Массачусетс, принеся обильные дожди; максимум осадков при этом был зарегистрирован в Кингстоне и составил 95 миллиметров. В большинстве районов в восточной части штата прошли ливневые дожди в ночь с 21 на 22 августа, уровень осадков при этом превысил 50 мм. Пляжной зоне Лонг-Айленда был нанёс значительный ущерб, а в некоторых районах разрушения оказались даже большими, чем от прохождения урагана Глория в 1985 году. Вдоль побережья штата Северная Каролина были зарегистрированы волны высотой до трёх метров. На пляже Райтсвилл-Бич от усилившегося морского волнения и волн обратного течения было спасено до 30 пловцов, при этом одного человека пришлось госпитализировать.
На побережье штатов Виргиния и Делавэр высота морской волны достигала 2,4 метра, в штате Мэриленд волна высотой в 3 метра выбросила пловца на берег лицом в песок, причинив ему значительные травмы. В штате Джорджия средняя высота волн составила от 1,5 до 1,8 метра, а в некоторых местах достигала 2,4 метра. Все спасательные службы штата работали в режиме чрезвычайного положения. Береговая линия Лонг-Айленда была полностью закрыта после того, как высота волн достигла 3,7 метров и началось затопление прибрежных районов и размыв берега. Все пляжи в окрестностях Нью-Йорка также были закрыты в связи с волнением до 6,1 метров и опасностью возникновения сильного обратного течения. В южной части Нью-Йорка край урагана встретил холодный атмосферный фронт, в результате чего в этом районе выпало до 52 мм осадков в течение нескольких часов. В штате Мэн возник небольшой паводок и прошли сильные грозы, завершившиеся ещё одним стихийным бедствием в виде торнадо. Более 5 тысяч домов в штате остались без электроэнергии.
Ранним утром 23 августа в Национальном парке Акадия (штат Мэн) посмотреть на красивые волны и послушать грохот прибоя вдоль скалистой береговой линии собралось несколько тысяч человек. Результатом подобной беспечности стала массовая паника, более двадцати людей были сметены в море, утонула семилетняя девочка. По сообщению властей, одиннадцать человек были отправлены в больницы штата с серьёзными повреждениями позвоночника. В городе Нью-Смерна-Бич (округ Волуша, Флорида) в бушующих волнах утонул 54-летний мужчина.

### Бермудские острова и Канада
Ураган Билл почти не затронул Бермудские острова. В качестве пункта временного сбора эвакуированных людей власти использовали здание средней школы. Около 3700 семей на короткое время лишись электроснабжения во время прохождения шторма, шесть человек остались без крыши над головой, в некоторых районах Спениш-Пойнт были нарушены коммуникации кабельного телевидения и доступа в сеть Интернет. После прохождения атмосферного фронта в субботу, группы жителей приступили к очистке городов от мусора.
В канадской провинции Новая Шотландия во второй половине 23 августа выпало 58 мм осадков. По меньшей мере 32 тысячи домов в провинции остались без электричества, всего из-за урагана без электроснабжения остались около 45 тысяч человек. Скорость выпадения осадков достигала 30 миллиметров в час. Было затоплено несколько автомобильных дорог. В целом ущерб, причинённый Канаде ураганом Билл, оказался незначительным по сравнению с прогнозами метеорологов и служб по ликвидации чрезвычайных ситуаций.

### Национальный центр прогнозирования ураганов США
- Hurricane Bill advisory archive
- Hurricane Bill graphics archive

### Центр прогнозирования ураганов Канады
- List of bulletins for Bill

### Другие
- Flying into the eye of Hurricane Bill by the Jason Project
- Near Real Time and Composite Satellite Imagery for Bill by Earth Snapshot
- Latest satellite imagery of a tropical system by NOAA

| 1 | A | B | C | D | E | F | 8 | G | H | I |

| Шкала ураганов Саффира — Симпсона |    |   |   |   |   |   |
| TD                                | TS | 1 | 2 | 3 | 4 | 5 |